# Библиотека Завода за форензичку психијатрију Соколац
Библиотека Завода за форензичку психијатрију Соколац је позајмна библиотека која се налази у склопу Завода за форензичку психијатрију на Соколацу, у истоименој општини, једној од шест општина града Источног Сарајева, Република Српска, БиХ. Налази се на адреси Подроманија бб.

## Завод за форензичку психијатрију Соколац
Завод за форензичку психијатрију Соколац је јавна здравствена установа која се бави лечењем, рехабилитацијом и ресоцијализацијом пацијената са акутном и хроничном психијатријском патологијом. Завод је отворен у новембру 2014. године и прва је установа овог типа у БиХ.

## Библиотека
У склопу Завода за форензичку психијатрију Соколац отворена је Библиотека где су смештене књиге које могу помоћи у раду са пацијентима у оквиру радно-окупационе терапије. Библиотека у свом фонду има око 3. 200 књига.
Библиотека је битна у терапији и због тога установа настоји да обогати њен фонд. Међу књигама има и доста стручне литературе коју могу користи сви запослени у раду са пацијентима.
Пацијенти установе су свакодневно у могућности у оквиру радно-окупационе терапије да читају и пишу, исказују креативност цртањем, шивењем и израдом разних предмета од дрвета.
Библиотека је значајна као део третмана, доприноси квалитетнијој радно-окупационој терапији и помаже у испуњавању слободног времена штићеника.

### Попуњавање фонда
Фонд библиотеке се попуњава поклонима и донацијама. Током 2018. године књиге су Заводу поклонила следеће установе:

- Народна библиотека "Бранко Радичевић" Дервента - 23 књиге, а затим 68 књига;
- Народна библиотека Градишка - 38 књига;
- Народна библиотека "Вук Караџић" Модрича - 100 књига;
- Народна библиотека Нови Град - 41 књигу;
- Народна и универзитетска библиотека Републике Српске - 194 књиге;
- Народна библиотека Сребреница - 18 књига;
- Портал "читај књигу" из Загреба - 150 књига;
- Народна библиотека "Иво Андрић" Вишеград - 34 књиге;
- Српска централна библиотека "Просвјета" - 450 књига.

Године 2019. Библиотека Филозофског факултета из Новог Сада донирала је Заводу за форензичку психијатрију Соколац 107 књига.